# Antonella Costa
Antonella Costa (Roma, 19 de marzo de 1980) es una actriz ítalo-argentina.

## Biografía
Nacida en Roma el 19 de marzo de 1980, y radicada en Argentina desde los 4 años, Antonella es hija de la escritora Susana Degoy y el actor, director, poeta y dramaturgo chileno Martín Andrade (cuyo nombre real es Juan Manuel Costa Andrade), con quienes vivió en la Ciudad de Córdoba hasta 1988, cuando se radicaron en Buenos Aires. Allí conoció y frecuentó a su tía abuela materna actriz, Marina Traveso (1903-1996), conocida como Niní Marshall.
A los 11 años debutó en la pieza Woyzeck, en la sala Casacuberta del Teatro Municipal General San Martín.
Desde ese momento y hasta terminar sus estudios secundarios, participó de diversos programas televisivos, obras teatrales y cortos publicitarios, y a la edad de 18 años comenzó su carrera cinematográfica, protagonizando la multipremiada Garage Olimpo. 
En los primeros años de su adolescencia concurrió a clases de actuación, donde tuvo como profesores a Ricardo Holcer, Fabián Rendo, Lorenzo Quinteros y Mosquito Sancinetto, aunque ha declarado que también considera sus maestros a sus propios padres, y a los colegas y técnicos que la han rodeado a lo largo de su carrera.
Ha sido ampliamente reconocida por la crítica nacional e internacional, aunque mantiene un bajo perfil frente a los medios.
A punto de cumplir los 24 años, y fruto de su relación con el director de fotografía Bil Nieto, nace su hijo Félix.
Años después, y ya separada del padre de su hijo, se la relaciona sentimentalmente con el músico Lucas Martí, con quien colabora cantando un tema de su disco Papá.
Él a su vez habría musicalizado un cortometraje dirigido por Antonella, inédito hasta el momento.
Según declaró a los medios en ocasión de la presentación del film Mal día para pescar, está ensayando una obra de un autor contemporáneo rumano, que será su debut como directora teatral, y en la que no tiene planeado actuar.

## Filmografía

### Cine
| Año  | Título                    | Papel             | Director                        |
| ---- | ------------------------- | ----------------- | ------------------------------- |
| 1999 | Alma mía                  | Micaela "Popis"   | Daniel Barone                   |
| 1999 | Garage Olimpo             | María             | Marco Bechis                    |
| 2000 | El camino                 | Carolina          | Javier Olivera                  |
| 2001 | La fuga                   | Rita Baldini      | Eduardo Mignogna                |
| 2002 | La sombra de las luces    | -                 | Baltazar Tokman                 |
| 2003 | Pernicioso vegetal        | Luciana           | Mariano Mucci                   |
| 2003 | Sola, como en silencio    | Dolores           | Mario Levin                     |
| 2004 | Nadar solo                | Luciana Tamborino | Eqequiel Acuña                  |
| 2004 | Diarios de motocicleta    | Silvia            | Walter Salles                   |
| 2004 | Hoy y mañana              | Paula             | Alejandro Chomski               |
| 2005 | El viento                 | Alina Osorio      | Eduardo Mignogna                |
| 1999 | Cobrador, in god we trust | Ana               | Paul Leduc                      |
| 1999 | Tres minutos              | Julieta           | Diego Lublinsky                 |
| 2008 | No mires para abajo       | Elvira            | Eliseo Subiela                  |
| 2009 | Felicitas                 | Manuela           | Teresa Costantini               |
| 2009 | El vestido                | Ana               | Paula de Luque                  |
| 2009 | Mal día para pescar       | Adriana           | Álvaro Brechner                 |
| 2011 | Ausente                   | Mariana           | Marco Berger                    |
| 2013 | Olvidame                  | Ámbar             | Aldo Paparella                  |
| 2014 | Inevitable                | Alicia Kusnir     | Jorge Algora                    |
| 2014 | Fermín                    | Eva Turdera       | Hernán Findling y Oliver Kolker |
| 2018 | Dry Martina               | Martina Andrade   | José Manuel "Che" Sandoval      |

### Televisión
| Año       | Título                     | Canal                           | Rol                                |
| --------- | -------------------------- | ------------------------------- | ---------------------------------- |
| 1993      | Gerente de familia         | Canal 13                        | -                                  |
| 1994      | Grande Pa                  | Telefe                          | Rosita                             |
| 1994      | Son de diez                | Canal 13                        | -                                  |
| 2001      | El Hacker 2001             | Telefe                          | Laura                              |
| 2006      | Mujeres asesinas           | Canal 13                        | Verónica Ep: "Rosa, soltera"       |
| 2007      | Cuentos de Fontanarrosa    | Canal 7                         | Ep: "Un encuentro con Jawarlhalal" |
| 2007      | Donas de casa desesperada  | Rede TV!                        | Sonia                              |
| 2007      | La ley del amor            | Telefe                          | Ana                                |
| 2009      | Epitafios                  | HBO                             | María                              |
| 2011      | Gigantes                   | Canal 12                        | Clara                              |
| 2012      | Boyando                    |                                 | Sandra                             |
| 2013      | Televisión por la justicia | Canal 9 (Buenos Aires)          | Hermana                            |
| 2017-2018 | La chica que limpia        | Canal 10 (Córdoba) / TV Pública | Rosa                               |
| 2020      | Tú (NO) estás aquí         | Instagram TV / INCUBADORA \|    |                                    |

## Teatro
- 1991: Woyzeck (de Georg Büchner). Dir: Ricardo Holcer, papel secundario.
- 1993: Días de agosto (de Ricardo Holcer). Dir: Ricardo Holcer, protagónico.
- 1995: Staurus, réquiem aeternam (de Emilio Tamer). Dir: Emilio Tamer, protagónico.
- 2001: Israfel (de Abelardo Castillo). Dir: Raúl Brambilla, coprotagónico.
- 2009: Las amargas lágrimas de Petra von Kant (de Rainer Werner Fassbinder) - Dir: Sergio Grimblat, coprotagónico.

## Premios
- 2000: premio Globo d’Oro della Stampa Estera (Roma), como actriz revelación por Garage Olimpo.
- 2000: premio Pergamino, como mejor actriz por Garage Olimpo.
- 2006: premio Coral (Festival de La Habana), como mejor actriz por El viento.
- 2008: premio Arcelor (Festival de Villaverde, Madrid) - mejor perfil interpretativo por No mires para abajo.